# Nowokamjanka (obwód chersoński)
Nowokamjanka (ukr. Новокам'янка) – wieś na Ukrainie, w obwodzie chersońskim, w rejonie kachowskim, w hromadzie Tawrijśk. W 2001 liczyła 627 mieszkańców, spośród których 587 wskazało jako ojczysty język ukraiński, 39 rosyjski, a 1 inny.